# Acritus arizonae
Acritus arizonae är en skalbaggsart som beskrevs av Horn 1873. Acritus arizonae ingår i släktet Acritus och familjen stumpbaggar. Inga underarter finns listade i Catalogue of Life.